# Georges Gilles
Pour les articles homonymes, voir Gilles.
Georges Gilles, né le 16 décembre 1923 à Paris 9e et mort le 2 décembre 2010 à Saint-Brieuc, est un coureur cycliste français. Il évolue au niveau professionnel durant les années 1940 et 1950.

## Palmarès
- 1948
  - Circuit de la vallée de la Loire
  - Circuit Loire-Océan :
    - Classement général
    - 1re étape

  - 3e du GP Wolber indépendants
- 1951
  - 3e étape du Tour de l'Ouest
  - 3e des Boucles de l'Aulne
- 1952
  - Flèche bretonne
  - Nantes-Saint-Nazaire-Nantes
  - 9e du Tour de l'Ouest
- 1953
  - 5e étape du Tour du Maroc
  - 3e du Paris-Tours
- 1955
  - 3e du Circuit d'Indre
- 1956
  - 2e du Circuit d'Indre
  - 4e du Tour de Normandie

## Résultats sur les grands tours

### Tour de France
1 participation
- 1954 : 60e